# ذهبقيات
الذهبقيات (الاسم العلمي:Chrysomeridales) هي رتبة من الأسناخ الصبغية تتبع الطائفة الذهبقانية من شعبة الطحالب الداكنة.

## التصنيف
- الذهويراء
  - الذهويراء
- رتبة الذهبقيات
  - الفصيلة الذهبقية
    - جنس الذهبقاء
    - جنس الأربوغاء
    - جنس الذهصناء
    - جنس الجيروداء
    - جنس الذهويراء
    - جنس القطبعاء